# تکتوکریسین
تکتوکریسین (به انگلیسی: Techtochrysin) با فرمول شیمیایی C16H12O4 یک ترکیب شیمیایی است. که جرم مولی آن ۲۶۸٫۲۶ گرم بر مول می‌باشد. 